# Heterops loreyi
Heterops loreyi là một loài bọ cánh cứng trong họ Cerambycidae.